# Sam Zimbalist
Sam Zimbalist (Nueva York, 31 de marzo de 1904-Roma, 4 de noviembre de 1958) fue un productor de cine estadounidense.
Comenzó su carrera a los 16 años como mezclador en Metro Studios, donde permaneció cuando estos estudios se fusionaron con Goldwyn Company para formar la Metro-Goldwyn-Mayer (MGM).
Se convirtió en asistente de producción en 1929 y productor en 1936. Produjo famosas películas, como Las minas del rey Salomón (1950) y Quo Vadis? (1951); ambas recibieron nominaciones como mejor película en los premios Óscar de la academia.
Zimbalist murió repentinamente de un ataque al corazón mientras trabajaba para una de las mayores producciones de todos los tiempos de la MGM, la épica Ben-Hur, en 1959, recibiendo por este filme el premio póstumo en la ceremonia de los Óscar.
Se casó con Margaret C. Donovan en 1924, divorciándose en 1950. Después, en 1952, Zimbalist se casó con la modelo y actriz Mary Taylor.

## Premios y nominaciones
Premios Óscar
| Año  | Categoría      | Película | Resultado |
| ---- | -------------- | -------- | --------- |
| 1960 | Mejor película | Ben-Hur  | Ganador   |